# Job 42
Job 42 es el cuadragesimosegundo (y último) capítulo del Libro de Job en la Biblia hebrea o el Antiguo Testamento de la cristiandad . El libro es anónimo; la mayoría de los estudiosos creen que fue escrito alrededor del siglo VI a. C. La primera parte de este capítulo pertenece a la sección de diálogo de Job 32:1–42:6 y la segunda parte es el epílogo del libro que comprende Job 42:7–17.

## Texto
El texto original está escrito en lengua hebrea. Este capítulo se divide en 17 versículos.

### Testimonios textuales
Algunos manuscritos antiguos que contienen el texto de este capítulo en hebreo pertenecen al Texto masorético, que incluye el Códice de Alepo (siglo X) y el Codex Leningradensis (1008). Se encontraron fragmentos que contienen partes de este capítulo en hebreo entre los Rollos del Mar Muerto, incluyendo 4Q100 (4QJobb; 50–1 a. C.) con los versículos 15–17 conservados.

## Análisis

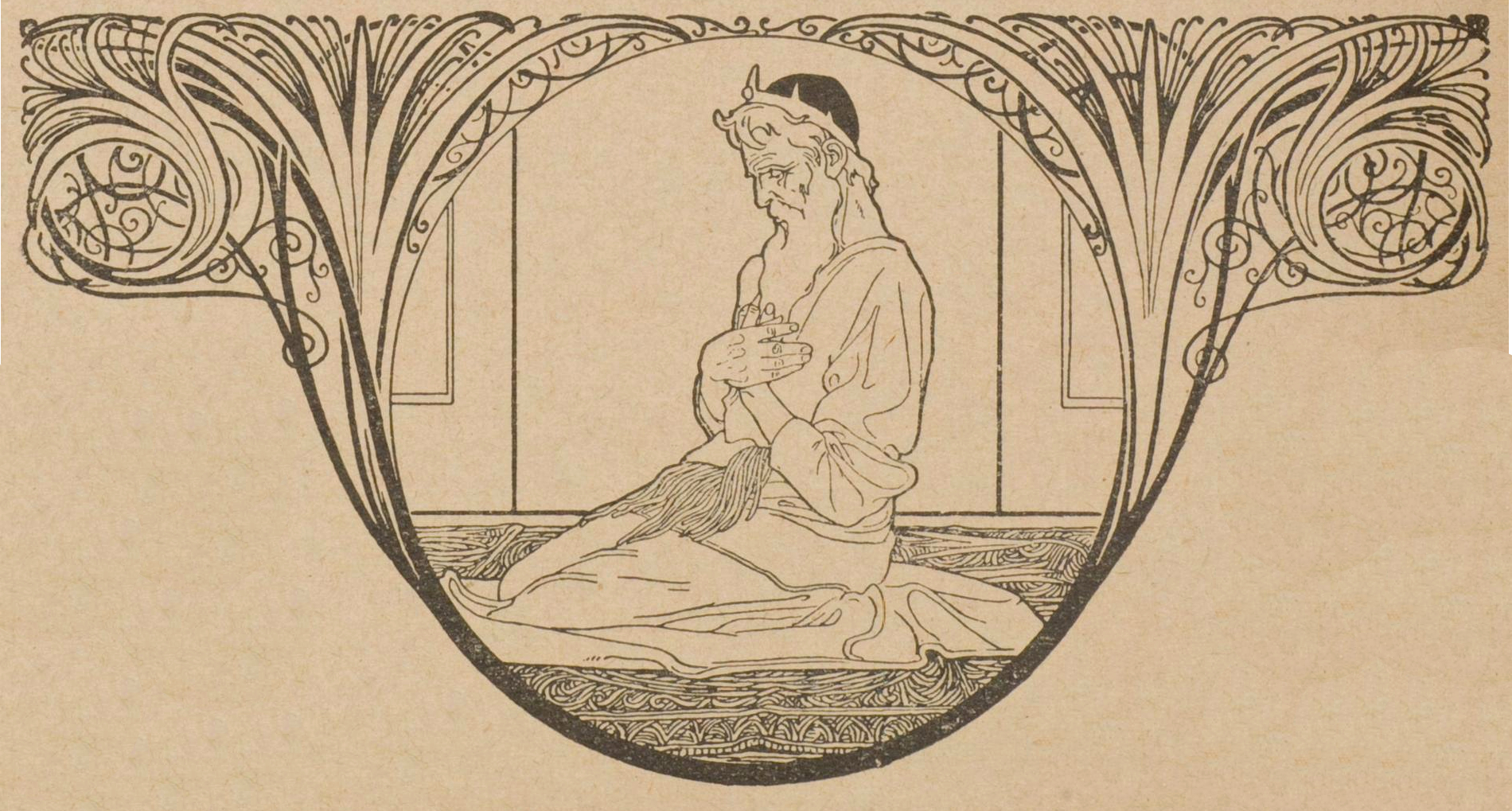
«Job intercediendo por sus amigos». De “'Biblisches Lesebuch fuer den Schulgebrauch”', de Ephraim Moses Lilien (1914).

La estructura del libro es la siguiente:
- El prólogo (capítulos 1–2)
- El diálogo (capítulos 3–31)
- Los veredictos (32:1–42:6)
- El epílogo (42:7–17)

Dentro de la estructura, el capítulo 42 consta de dos secciones que se agrupan por separado, tal y como se muestra en el siguiente esquema:
- Los veredictos (32:1–42:6)
  - El veredicto de Eliú (32:1–37:24)
  - La aparición de Dios (discursos de Yahvé) y las respuestas de Job (38:1–42:6)
    - Primera intervención de Dios (38:1–40:2)
    - Primera respuesta de Job: una respuesta insuficiente (40:3–5)
    - Segunda intervención de Dios (40:6–41:34)
    - Segunda respuesta de Job (42:1–6)
      - Respuesta satisfactoria de Job (42:1-5)
      - Nueva dirección de Job (42:6)
- Epílogo (42:7-17)
  - Job ha hablado correctamente acerca de Dios (42:7-9)
  - Job es doblemente restaurado (42:10-17)

## Segunda respuesta de Job (42:1–6)
Después de que YHWH habla con Job (Job 38:1–Job 40:2), Job da una respuesta tentativa (Job 40:3–5), por lo que YHWH continúa con un segundo discurso (40:6–41:34), que incluye descripciones detalladas de Behemoth y Leviathan, lo que provoca una respuesta más definitiva de Job, como se señala en este pasaje (Job 42:1–6). Esta vez Job admite que ha obtenido una «comprensión más precisa» sobre YHWH y sobre sí mismo como «mortal finito bajo la autoridad de YHWH».
Los versículos 2-6 tienen la siguiente estructura:
A. Punto de partida de Job: Dios es poderoso (versículo 2)
B. Cita de los discursos de YHWH (versículo 3a)
C. Respuesta de Job: habló con conocimiento limitado (versículos 3b-c)
B'. Cita de los discursos de YHWH (versículo 4)
C'. Respuesta de Job: la situación ha cambiado (versículo 6)
A'. Nueva dirección de Job (versículo 6)

### Versículo 3
[Job dice:] a«¿Quién es el que esconde el consejo sin conocimiento?».
b«Por eso he hablado sin entender,
c«cosas demasiado maravillosas para mí, que yo no conocía».
- La cláusula (a) es la repetición por parte de Job de la pregunta de Dios (Job 38:2) antes de responderla en las cláusulas (b) y (c).[18] Las preguntas de YHWH en los discursos han cambiado la comprensión de Job, que se da cuenta de lo mucho que no sabe.[14]
- «Maravilloso»: traducido de la palabra en hebreo פָלָא, Plantilla:Strong-number,[19] que se refiere a «información del reino divino que está más allá de la comprensión humana» o «sobrenatural».[20] En la Biblia hebrea, esta palabra se utiliza para describir el conocimiento del nombre de Dios (Jueces 13:18) y los actos maravillosos de Dios (Éxodo 3:20; Josué 3:5; Jueces 6:13; Salmo 139:6).[20] En el Libro de Job, esta palabra aparece seis veces, en Job 5:9; 9:10; 10:16; 37:5, 14; 42:3, cada uno de los cuales ayuda a comprender su significado.[20]

### Versículo 5
[Job dice:] «De oídas te había oído,
«pero ahora mis ojos te ven».
Aquí Job distingue entre la «experiencia de segunda mano» («mis oídos habían oído»; «rumores») y la «experiencia de primera mano» («ahora mis ojos te ven»), lo que le da una mejor comprensión (versículo 6).

### Versículo 6
[Job dice:] «Por eso me aborrezco a mí mismo
y me arrepiento en polvo y ceniza»
- «Aborrecer»: o «despreciar» (como en NRSV, NIV, ESV) traducido del hebreo מָאַס, Plantilla:Strong-number,[19] que tiene un significado básico de «rechazar» o «retractarse»; en este caso, Job «rechaza» o «se retracta» de su litigio contra Dios (cf. uso en Job 31:13 contra un caso legal o una demanda).[23]
- «Arrepentirse»: traducido de la palabra hebrea נָחַם, nakham, «arrepentirse, consolarse».[19][24] Puede referirse al «arrepentimiento humano por las malas acciones» (Jeremías 8:6; 31:19), o al «cambio de actitud por compasión» (Jueces 21:6, 15), o al «paso de una línea de conducta correcta a otra incorrecta» (Éxodo 13:17). Se dice que Dios se «arrepiente» del bien que pretendía hacer (Jeremías 18:10).[25] Aquí la palabra implica «arrepentimiento», que Job se arrepiente de sus declaraciones anteriores: «su caracterización de Dios, su presuntuosa creencia en su propio entendimiento y sus desafíos arrogantes».[26] El verbo debe distinguirse de otras palabras en hebreo que también pueden traducirse como «arrepentirse», como «shub» («volver», cambiar de comportamiento), que fue utilizada por Elifaz para instar a Job a «arrepentirse» de su presunto «gran pecado» (Job 22:23), porque en 42:6 Job no sugiere un cambio de comportamiento, sino que expresa su deseo de retractarse de sus declaraciones anteriores.[26]

## Epílogo narrativo (42:7–17)

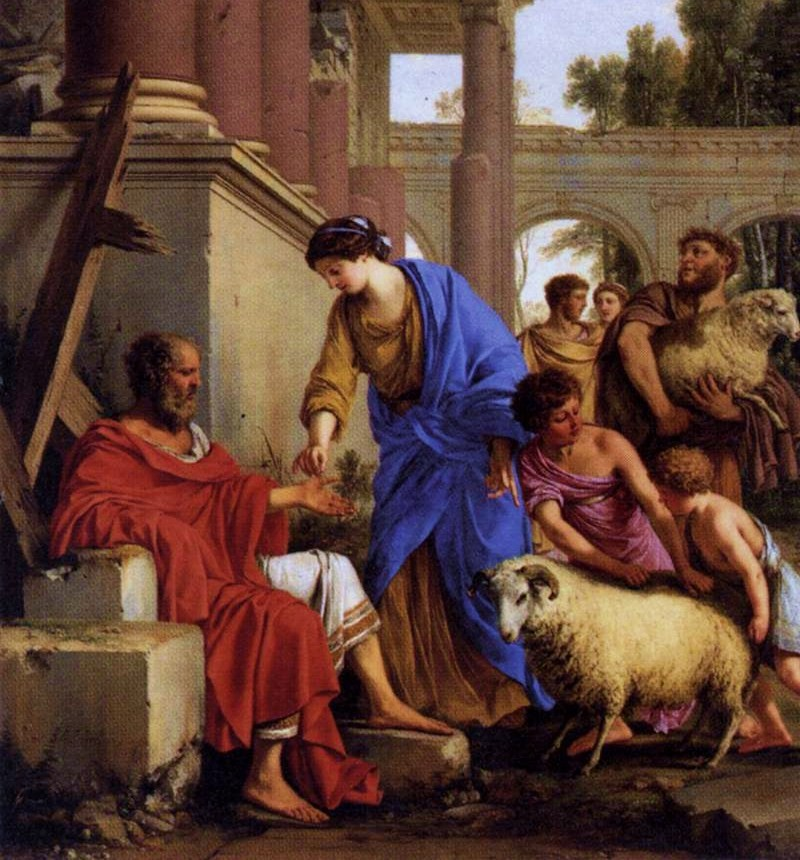
«Job recupera la prosperidad»; pintura de Laurent de La Hyre (1648).

El epílogo en prosa consta de dos conclusiones: la primera parte contiene el elogio de YHWH a Job por hablar correctamente y la reprimenda de YHWH a los tres amigos de Job (versículos 7-9) y la segunda parte describe la restauración de Job, una vida completa con siete hijos y tres hermosas hijas adicionales, junto con abundantes posesiones, disfrutando incluso de dos vidas adicionales y viendo cuatro generaciones de descendientes hasta que muere «viejo y lleno de días» (versículos 10-17).

### Versículo 7
«Y sucedió que, después de que el Señor hubo hablado estas palabras a Job, el Señor dijo a Elifaz, el temanita: «Mi ira se ha encendido contra ti y contra tus dos amigos, porque no habéis hablado de mí lo que es justo, como lo ha hecho mi siervo Job»».
Los amigos de Job intentaron proteger la reputación de YHWH insistiendo en que Job debía haber pecado, lo que es extrapolar el principio de la retribución divina, que reducía a YHWH a una «deidad predecible» confinada a una fórmula fija. Por otro lado, a pesar de las quejas de Job sobre la justicia y la equidad de Dios, Dios conoce perfectamente lo que hay en el corazón de Job y lo ha evaluado basándose en ese perfecto conocimiento.

### Versículo 17
Así murió Job, viejo y lleno de días.
- «Viejo y lleno de días»: de la frase en hebreo זקן ושבע ימים, zā-qên ū-śə-ḇa‘ yā-mîm, «viejo y saciado/satisfecho (en) días»,[31] que se hace eco de las experiencias de Abraham (9; זקן ושבע, zā-qên wə-śā-ḇê-a‘, «viejo y saciado/satisfecho» [32]), Isaac (9; זקן ושבע ימים, zā-qên' ū-śə-ḇa‘ yā-mîm, «viejo y saciado/satisfecho (en) días»[33]), y David (9; שבע ימים,śə-ḇa‘ yā-mîm, «saciado/satisfecho (en) días»[34]).[35]
- El escritor luterano Johann Bengel señala que la Septuaginta y Teodoción añaden γέγραπται δὲ αὐτὸν πάλιν ἀναστήσεσθαι μεθʼ ὧν ὁ κύριος ἀνίστησιν, que significa

«pero está escrito que resucitará con aquellos a quienes el Señor resucita»

. Bengel sugiere a partir de esta redacción que Job podría haber estado entre aquellos cuyos cuerpos fueron resucitados tras la muerte de Jesús en el Evangelio de Mateo (Mateo 27:52).

## Comentarios

### De la Iglesia católica

#### A los versículos 1-6
La sección poética del libro culmina con las palabras de Job, que responden a dos preguntas que Dios le había hecho. Ante la primera (v. 3), admite haber hablado sin comprender la totalidad de la realidad creada, sin percibir la armonía que incluyen incluso seres que parecen inútiles o dañinos; es una respuesta de carácter sapiencial. Frente a la segunda (v. 4), confiesa con fe que Dios se le ha revelado personalmente: ahora lo ha visto con sus propios ojos (v. 5), como lo hicieron Moisés y los profetas. Esta experiencia lo consuela y lo lleva al arrepentimiento. Más que las palabras escuchadas, ha sido el encuentro directo con Dios lo que ha transformado su vida.

Una cosa es oír de Ti, otra verte delante de los ojos, que como delante del sol se aclara todo y huyen sin dejar rastro de sí las tinieblas, ansí tu rostro resplandeciente, amanecido en el alma, hace huir della toda ignorancia y error. Assí que ahora que te veo a Ti, me reprendo y me repruebo a mí, y me duelo amargamente de te haber en alguna manera ofendido.

#### A los versículos 7-17
El epílogo en prosa presenta la plena rehabilitación de Job: como sabio, por hablar con acierto; y como persona, por dialogar con sus adversarios y ofrecerse a interceder por ellos. Es probable que esta parte, junto al prólogo, formara parte del relato original, ya que comparten estilo y estructura. Aunque algunos ven en este desenlace una contradicción con el mensaje del libro —pues parece confirmar que a los justos les va bien y a los malos mal—, en realidad muestra la misericordia de Dios, que busca la salvación de todos, a veces incluso a través del sufrimiento, como en Job.
En este final, la figura de Satán desaparece, quizá por no ser relevante para la cuestión central. Los amigos de Job, que creían defender a Dios, deben admitir su error al no hablar con rectitud (vv. 7-8) y volverse a Él, ya que sólo en el encuentro con Dios está la verdad. Job, por su parte, recibe la compasión y el reconocimiento de sus allegados (vv. 10-11), y es bendecido con hijos, riquezas y una larga vida (vv. 12-17). El mensaje final es claro: Dios no se rige por la lógica humana; son los hombres quienes deben confiar en Él y admirar su grandeza.

#### Al versículo 11
La qesitáh, o moneda de plata en hebreo, era una pieza de alto valor utilizada para resolver asuntos importantes de familia. Su entrega, junto con un anillo de oro, indica que la familia tenía buena posición económica y, sobre todo, que Job fue plenamente reintegrado a ella con todos sus derechos.

#### A los versículos 12-17
La bendición de Dios trae a Job numerosos hijos y gran riqueza. Llama la atención la importancia dada a sus hijas: heredan junto a sus hermanos, son consideradas las más hermosas del país y llevan nombres significativos. Yamimá, del árabe 'Jamama', significa Paloma; Casia alude probablemente a la acacia, árbol muy apreciado por su belleza; y Queren-Hafuc o 'Cuerno de Antimonio' designa un valioso frasco de perfumes. Los Padres de la Iglesia, que ven en Job una figura de Cristo, aplican también a él esta restauración final.

Job recobró la salud y la fortuna. También el Señor, al resucitar, otorgó a los que creen en Él no sólo la salud, sino la inmortalidad, y recobró el dominio de toda la naturaleza, como Él mismo atestigua cuando dice: Todo me lo ha dado mi Padre. Job engendró nuevos hijos en sustitución de los anteriores. También el Señor engendró a los santos apóstoles como hijos suyos, después de los profetas. Job, lleno de felicidad, descansó por fin en paz. Y el Señor permanece bendito para siempre, antes del tiempo y en el tiempo, y por los siglos de los siglos.

#### Al versículo 17
La narración finaliza con una expresión empleada también para describir la muerte de los patriarcas. Los Padres de la Iglesia la interpretan como una imagen de la plenitud de bienes reservada a los justos en la vida eterna. Tomás de Aquino recoge esta interpretación y la desarrolla en su comentario:

Por la plenitud de días se designa la abundancia tanto de los bienes materiales como de los bienes de la gracia, con los cuales fue llevado Job a la gloria que dura por los siglos de los siglos.